# Belloy l'Invulnerabile
Belloy l'Invulnerabile (Belloy l'Invulneràble) è un fumetto scritto e disegnato da Albert Uderzo, e pubblicato sulla rivista francese OK tra il 1948 e il 1949 in tre episodi: Belloy l'Invulneràble, La Fille du Roi Argus e ancora Belloy l'Invulneràble. È il terzo e ultimo fumetto della trilogia medievale che comprende Arys Buck e Prince Rollin.
Nel 1950 Belloy viene pubblicato in una versione rimaneggiata sul giornale belga La Wallonie.